# In Defense of the Genre
Albums de Say Anything
...Is A Real Boy
(2004) Say Anything
(2009)
In Defense of the Genre est le troisième album du groupe californien Say Anything, sorti le 23 octobre 2007. Il s'agit d'un album double qui a été #27 sur le Billboard 200 des États-Unis à sa première semaine ; ils en avaient déjà vendus 25 000.

## Liste des chansons

### Disque 1
1. Skinny, Mean Man
2. No Soul
3. That Is Why
4. Surgically Removing The Tracking Device
5. This Is Fucking Ectasy
6. The Church Channel
7. Shiksa (Girlfriend)
8. Baby Girl, I'm A Blur
9. Retarded In Love
10. People Like You Are Why People Like Me Exists
11. Died A Jew
12. An Insult To The Dead
13. Sorry, Dudes. My Bad.

### Disque 2
1. Spay Me
2. In Defense Of The Genre
3. The Truth Is, You Should Lie With Me
4. The Word You Wield
5. Vexed
6. About Falling
7. You're The Wanker, If Anyone Is
8. Spores
9. 'We Killed It
10. Have A Thee
11. Hangover Song
12. Goodbye Young Tutor, You've Now Outgrown Me
13. I Used To Have A Heart
14. Plea

## Composition
Alors qu'avec l'album précédent, Max Bemis écrivait, composait et enregistrait tous les instruments sauf les percussions (composées et enregistrées par le batteur, Jacob Linder), la composition et l'enregistrement des parties de basses est laissée à Alexander Kent.
On remarque d'ailleurs une basse différente sur cet album, qui ne suit pas nécessairement la mélodie, ce qui était le cas la plupart du temps sur l'opus précédent.

## Personnel
Say Anything est un groupe de six membres ; étant donné que Max Bemis est multi-instrumentiste et qu'il écrit, sur cet album, pour tous les instruments exceptés la basse et les percussions, trois des membres du groupe n'ont pas enregistré sur cet album.

### Musiciens - studio de base
- Max Bemis : voix, claviers, guitares, mandoline
- Jacob Linder : batterie, percussions, voix
- Alexander Kent : basse

### Musiciens invité - par chanson
- Skinny, Mean Man Pete Yorn (voix)
- No Soul Anna Waronker (voix); DJ Swamp (DJ)
- Surgically Removing the Tracking Device Adam Lazarra (voix), Fred Mascherino (voix)
- This Is Fucking Ectasy Anthony Raneri (voix)
- The Church Channel Haylie Williams (voix)
- Shiksa (Girlfriend) Caithlin De Marrais (voix)
- Retarded In Love Chris Carrabba (voix), Michael Auerbach (voix), Spacey Casey Prestwood (pedal steel)
- Sorry, Dudes. My Bad. Chris Conley (voix)

- In Defense Of The Genre Gerard Way (voix)
- The Truth Is, You Should Lie With Me Joshua Sultan (voix)
- About Falling Matt Skiba (voix), Laura Kirsch (voix)
- You're The Wanker, If Anyone Is Jordan Pundik (voix), Chad Gilbert(voix), Aaron Gillespie (voix)
- We Killed It Andy Jackson (voix)
- Hangover Song Anthony Green (voix)
- Plea Hayley Williams (voix), Kenny Vassoli (voix)